# Ray Dempsey
Ray Dempsey (circa 1925) was een Britse jazzgitarist.

## Biografie
Ray Dempsey werkte vanaf de late jaren 40 in de Londense muziek-scene. In 1948/49 speelde hij met de latin-bandleider en zanger Edmundo Ros, in 1953 met Dave Shepherd en de Teddy Foster Big Band. In de jaren erna werkte hij als freelancer, o.a. met bezoekende musici zoals Mary Lou Williams. Williams nam met haar London Quartet meerdere nummers op voor Esquire, zoals "Sometimes I’m Happy“ (met Rupert Nurse, Tony Kinsey). Hij speelde tevens in de skiffleband Ken Sykora Six en was actief bij Kenny Graham's Afro Cubists. Hij speelde met Tony Crombie (Sweet Beat, 1957) en Stan Tracey, en met Tubby Hayes en diens groepen werkte hij samen in de speelfilm All Night Long (1962, regie Basil Dearden). In 1963 begeleidde hij zanger Oscar Brown, Jr. In de jaren 60 werkte hij in de bands van Vic Lewis (Plays Bossa Nova at Home and Away, EMI 1963), John Dankworth, Johnny Scott, Bill Russo, Cleo Laine en Bill Le Sage. In de jazz speelde hij tussen 1953 en 1970 mee op 22 opnamesessies, de laatste was een bigband die blueszanger Memphis Slim begeleidde (Blue Memphis). Dempsey werkte ook als sessiemuzikant, met o.m. Art Baxter & His Rock'N'Roll Sinners (1957), de Mike Sammes Singers (1960), het folkduo Nina & Frederik (1966) en popzanger Maynard Williams (Ten Songs, 1975).